# Марченка
Ма́рченка — село в Україні, в Ювілейна селищній громаді Херсонського району Херсонської області. Населення становить 162 осіб. З початку широкомасштабного вторгнення Росії в Україну село перебуває під російською військовою окупацією.

## Населення
Згідно з переписом УРСР 1989 року чисельність наявного населення села становила 163 особи, з яких 76 чоловіків та 87 жінок.
За переписом населення України 2001 року в селі мешкали 162 особи.

### Мовний склад
Рідна мова населення за даними перепису 2001 року:
| Мова       | Чисельність, осіб | Доля     |
| ---------- | ----------------- | -------- |
| Українська | 132               | 81,48 %  |
| Російська  | 24                | 14,81 %  |
| Молдовська | 5                 | 3,09 %   |
| Інше       | 1                 | 0,62 %   |
| Разом      | 162               | 100,00 % |